# ティベリオ・グアレンテ
ティベリオ・グアレンテ（Tiberio Guarente, 1985年11月1日 - ）は、イタリア・ピサ出身のサッカー選手。現在は無所属。ポジションはMF。

## 経歴
育成に定評のあるアタランタBCのユース出身で、ユース時代はリッカルド・モントリーヴォやジャンパオロ・パッツィーニとともにプレーした。セリエBのエラス・ヴェローナFCでプロデビューした後、2007年に古巣アタランタへ復帰。3シーズン主力として活躍したが、チームのセリエB降格に伴い2010年にリーガ・エスパニョーラのセビージャFCへ移籍した。
セビージャでは膝の故障 もあり2年間で10試合の出場に留まり、2012年夏にボローニャFCに買い取りオプション付きのレンタルで移籍しイタリアへ復帰。その後もカルチョ・カターニア、ACキエーヴォ・ヴェローナといった母国のクラブへのレンタルが続いた。
2013-14シーズン終了後にセビージャを退団。2014年7月、セリエA昇格を果たしたエンポリFCに移籍した。しかし同クラブでもコンディションに問題を抱えリーグ戦1試合のみの出場となり、翌年6月29日にクラブとの双方合意の下契約を解除した。

## 代表歴
各年代のイタリア代表に選出経験があり、イタリアが優勝した2008年のトゥーロン国際トーナメントにも出場した。